# Mikhàilovka (Baixkíria)
Mikhàilovka - Михайловка (rus) - és un poble de Baixkíria, a Rússia, que en el cens del 2010 tenia 256 habitants. Pertany al districte de Iermolàievo.